# Awaryjne wodowanie lotu US Airways 1549
Awaryjne wodowanie lotu US Airways 1549 – zdarzenie, które miało miejsce 15 stycznia 2009 w Nowym Jorku. Samolot US Airways, odrzutowiec pasażerski średniego zasięgu typu Airbus A320-214 pilotowany przez Chesleya Sullenbergera, miał wykonać lot rejsowy do Charlotte, a następnie do Seattle. O godzinie 15:27, sześć minut po rozbiegu i starcie na przewidzianym kursie, samolot w wyniku zderzenia z kluczem dzikich gęsi utracił moc w obu silnikach. Pilot podjął decyzję o wykonaniu awaryjnego lądowania na wodzie na nieoblodzonej tafli pobliskiej rzeki Hudson. Przeżyły wszystkie osoby obecne na pokładzie, pięć osób odniosło poważne obrażenia.

## Lot
Samolot Airbus A320-214 (nr rejestracji N106US) linii lotniczych US Airways, wystartował z drogi startowej na kierunku 4 portu lotniczego Nowy Jork-LaGuardia do lotu rejsowego nr 1549 do przesiadkowego Charlotte kontynuując docelowo lot do Seattle.

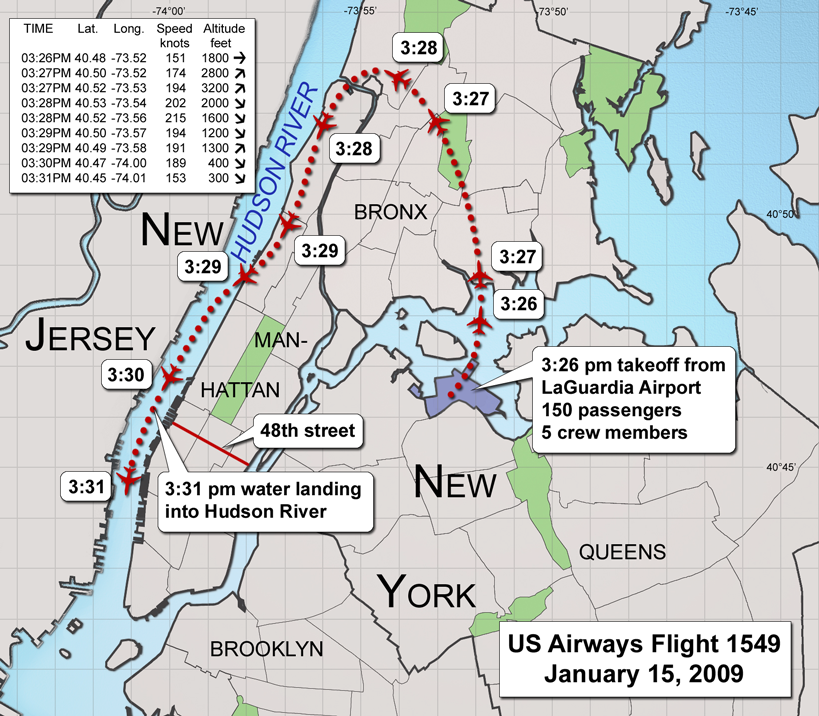
Trasa, jaką przebył samolot od startu do momentu wodowania

Samolot wystartował o 15:26 EST (20:26 UTC) ze 150 pasażerami na pokładzie i 5 członkami załogi.
Kapitanem i pilotem lecącym (PF) był Chesley Sullenberger, dawniej pilot wojskowy, absolwent United States Air Force Academy i pilot myśliwski. W latach 1973–1980 latał na samolotach typu F-4 Phantom dla U.S. Air Force, a następnie pilotował dla US Airways. Pierwszym oficerem i pilotem nielecącym (PNF) był Jeff Skiles, lat 49, także pilot o dużym doświadczeniu dla linii US Airways: w sumie ponad 23 lata pilotowania.
Rzecznik Federalnego Urzędu Lotnictwa Cywilnego (FAA), Laura Brown, poinformowała, że w wyniku dochodzenia wstępnego stwierdzono, że samolot uległ kolizji w powietrzu z ptactwem wodnym zamieszkującym rezerwaty ulokowane w otoczce portu LaGuardia. Port zbudowany jest na osuszonym terenie bagiennym i zatokowo-jeziorno-rzecznym, a jego stosunkowo krótkie dwa pasy startowe wchodzą w taflę wody. Nieoficjalny zapis radarowy lotu wskazuje, że samolot osiągnął maksymalną wysokość 3200 stóp (czyli 975 m), a następnie rozpoczął kontrolowany lot szybowcowy, połączony z nieuchronnym opadaniem. Pracownik policji stanowej New Jersey przekazał mediom informację, że pilot potwierdził radiowo wieży kontroli lotów zderzenie z ptactwem, określając sytuację jako ekstremalnie niebezpieczną. W późniejszych wypowiedziach pasażerowie wspominali, że w kabinie przed wodowaniem był wyczuwalny zapach paliwa lotniczego.

## Lądowanie

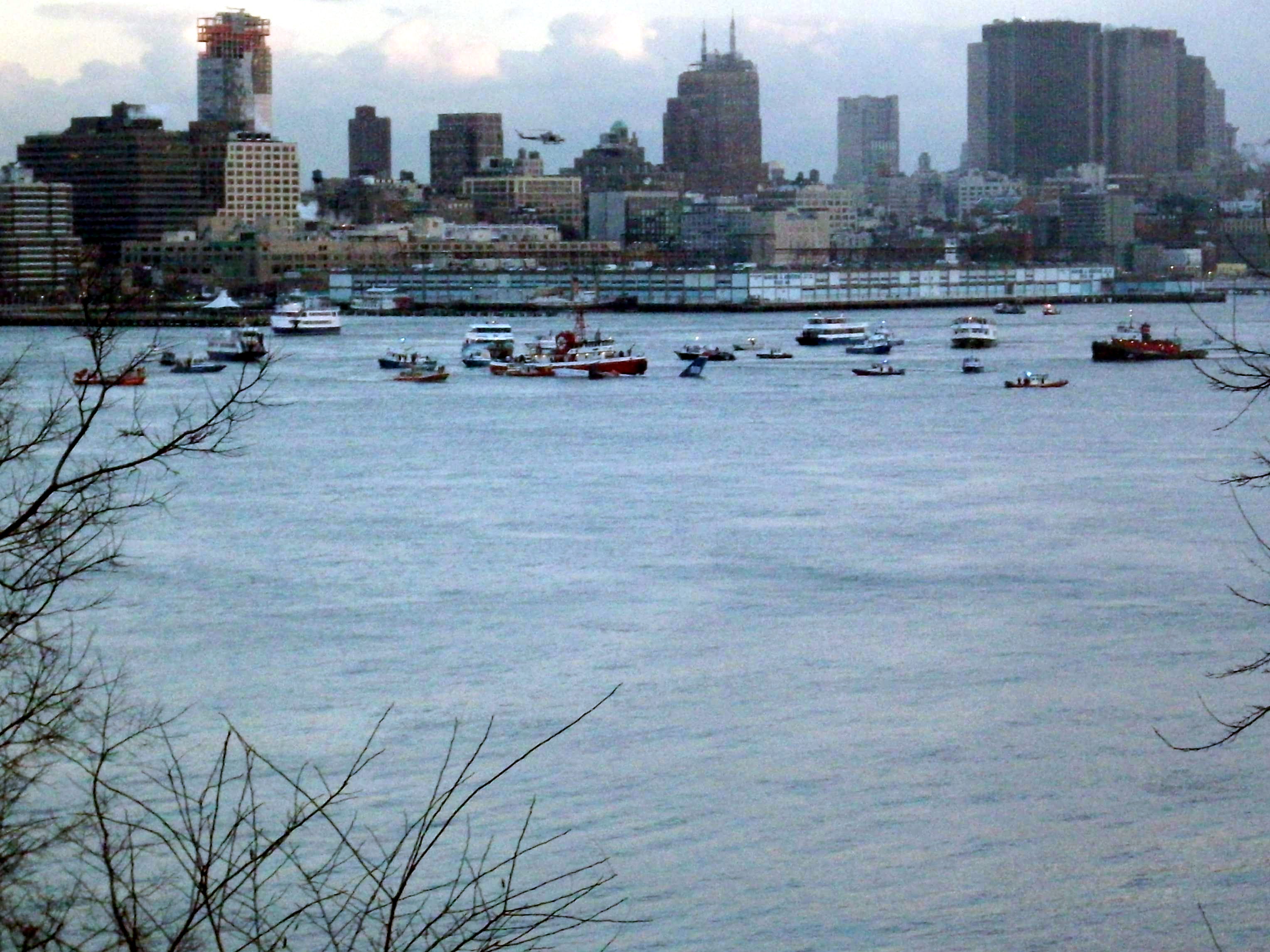
Kadłub samolotu Airbus A320 w rzece Hudson w Nowym Jorku otoczony przez rzeczne i morskie jednostki straży pożarnej, policji i inne

Pilotom przekazano drogą radiową instrukcję lądowania na lotnisku Teterboro, używanym przez ruch lotnictwa ogólnego, zlokalizowanym w hrabstwie Bergen w graniczącym z miastem Nowego Jorku stanie New Jersey. Piloci uznali, że są na zbyt małej wysokości, aby doszybować do jakiegokolwiek portu lotniczego, w tym drogi startowej na Teterboro. Zdecydowali się na zakończenie lotu kontrolowanym lotem szybowcowym z lądowaniem awaryjnym na szerokiej tafli rzeki Hudson, na odcinku, na którym nie ma mostu. Ostatnie słowa wypowiedziane w powietrzu przez kapitana skierowane były do pasażerów: „Brace for impact.” („Przygotować się na zderzenie”).
Samolot zatoczył łuk w lewo i podszedł do awaryjnego lądowania wzdłuż koryta rzeki, przelatując kolejno nad rzeką, następnie Manhattanem, po czym dopasował się do kierunku biegu rzeki Hudson, stopniowo wytracając prędkość i wysokość. Punkt styczności z taflą wody nastąpił na wysokości 48th Street na Manhattanie, mniej niż 1600 m od Times Square i wypełnionych ulic jednej z głównych nowojorskich dzielnic finansowo-rozrywkowych, Midtown Manhattan, oraz w promieniu około 920 m (3000 stóp) od trzech rzecznych terminali promowych.
Promy i holowniki obecne na rzece Hudson niezwłocznie rozpoczęły akcję ratowniczą (bez odgórnej koordynacji). Część pasażerów samolotu stała na skrzydłach unoszącego się na powierzchni rzeki samolotu, a inni skorzystali z pneumatycznych tratw ratunkowych, w które wyposażone są samoloty pasażerskie. W ciągu kilku minut helikoptery policyjne, straż pożarna miasta Nowy Jork, w tym statek pożarniczy nowojorskiej straży pożarnej, „John D. McKean”, przybyły na miejsce. Wszyscy pasażerowie i członkowie załogi wyszli z wypadku bez zagrażających życiu obrażeń, jedna osoba (stewardesa) doznała wymagającego zszycia rozcięcia lewej nogi, a kilkadziesiąt uległo hipotermii na skutek niskiej temperatury otoczenia.
Ze względu na wyziębienie kilka osób zostało hospitalizowanych w szpitalu Saint Vincent's Catholic Medical Center w środkowomanhattańskiej dzielnicy Greenwich Village, który został wyznaczony jako główny przyjmujący poszkodowanych (szpitalem pomocniczym miał być St. Luke's-Roosevelt Hospital Center). 10 osobom udzielono pomocy w Roosevelt Hospital.

## Po wypadku

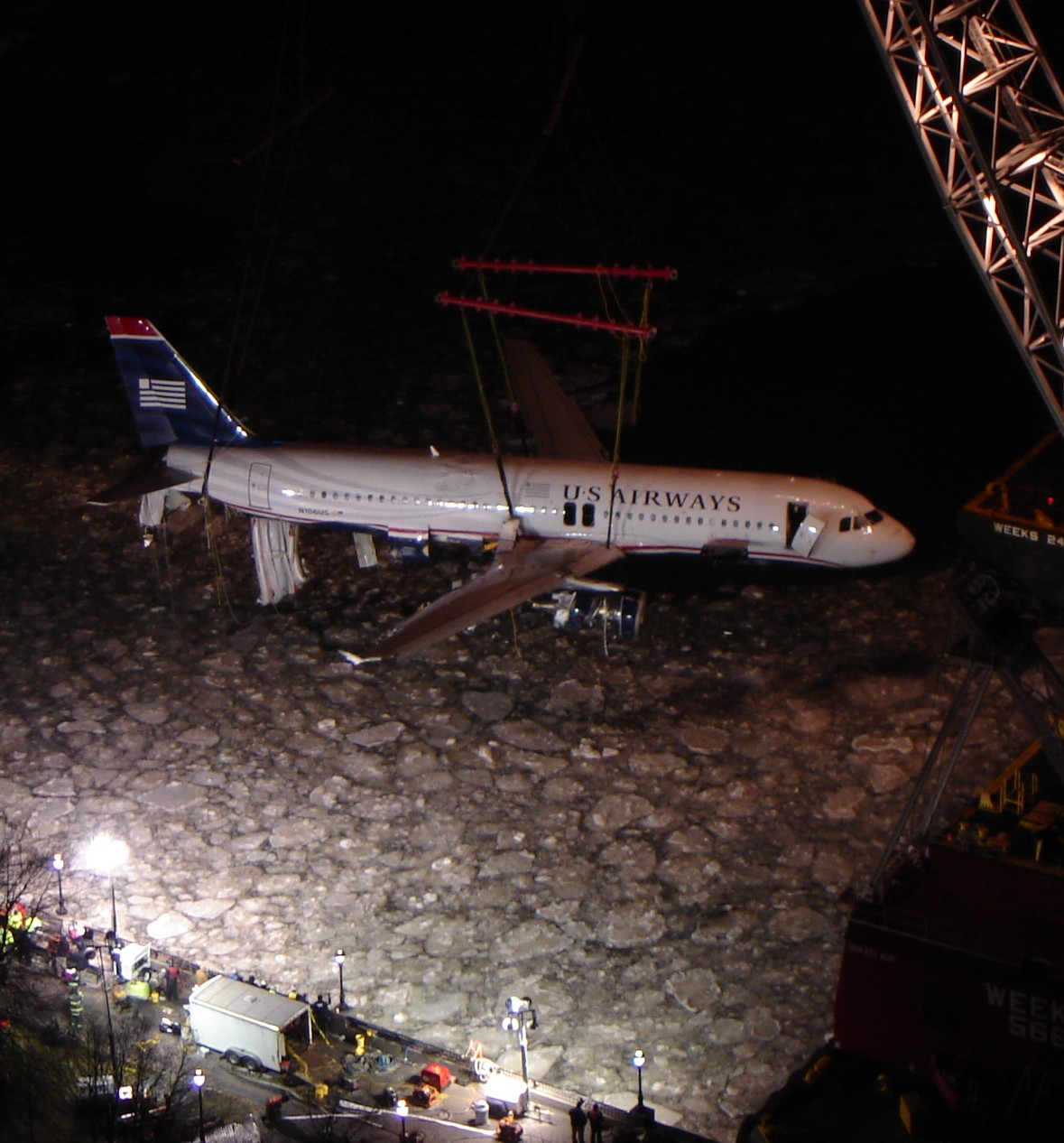
Podnoszenie wraku z rzeki, 17.01 wieczorem

Po zakończeniu operacji ratunkowych, samolot, który przez cały czas akcji ratowniczej utrzymał się na powierzchni rzeki, został odholowany do jej brzegu i zakotwiczony przy nabrzeżu portowym opodal centrum finansowego (okolice dawnego World Trade Center) w dzielnicy Lower Manhattan, mniej więcej cztery mile w dół rzeki od punktu „wodowania”, inaczej prąd rzeczny wyniósłby go na morze.
O 16:55 czasu lokalnego (21:55 UTC) zakończyła się akcja ratunkowa, tzn. zespoły ratowników zaczęły wycofywać się z akcji. O 17:07 EST (22:07 UTC), Doug Parker, dyrektor linii lotniczej US Airways, przemówił oficjalnie na konferencji prasowej w Tempe (w obszarze metropolitalnym miasta Phoenix) w stanie Arizona, gdzie US Airways ma swoją siedzibę, podczas której potwierdził, że zdarzenie to nosi znamiona wypadku kolizyjnego.
National Transportation Safety Board (NTSB) wysłało tzw. Go Team do Nowego Jorku, z ekspertem Robertem Benzonem na czele.
W niedzielę 18 stycznia rano zakończono operację podnoszenia wraku z wody przy pomocy dźwigu i osadzania go na barce. Wydobyte czarne skrzynki wysłano w celu analizy ich zawartości do Waszyngtonu.
Wrak samolotu został przekazany do Carolinas Aviation Museum w Charlotte, gdzie został przewieziony 11 lipca 2011 roku. Jest on eksponowany na wystawie Miracle on the Hudson.
Wypadek był podstawą filmu pt. Sully z 2016.